# Richtstätten in Stuttgart

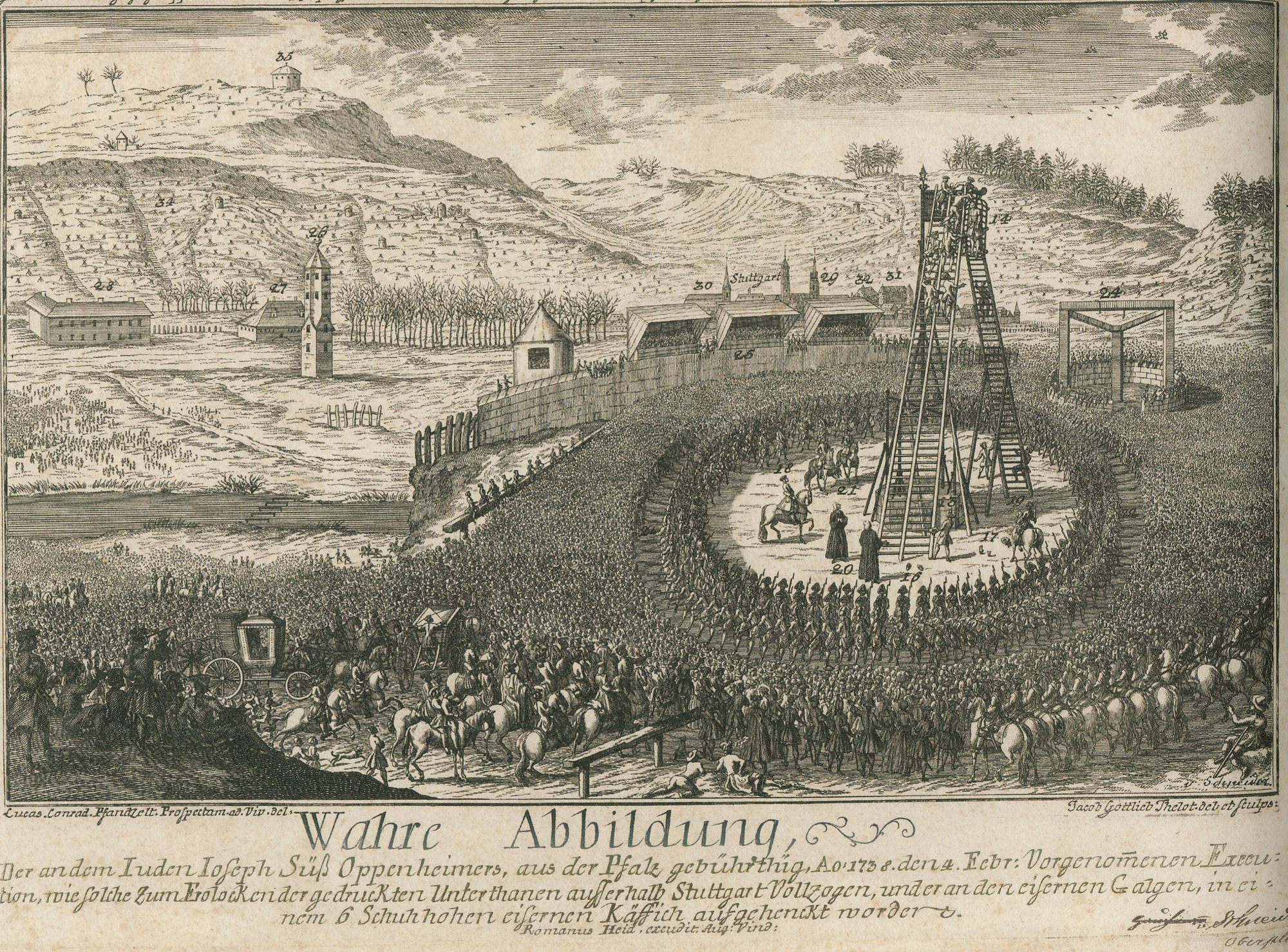
Hinrichtung von Joseph Süß Oppenheimer auf der Wolframshalde in Stuttgart, 1738

Die bekanntesten öffentlichen Richtstätten in Stuttgart waren:
- die Galgen auf dem Schellberg
- die Galgen auf der Wolframshalde
- die Hauptstatt auf dem Wilhelmsplatz.

Großes, überregionales Aufsehen erregten zwei spektakuläre Exekutionen auf der Wolframshalde: die Hinrichtung des Goldmachers Georg Honauer, der Eisen nicht in Gold umwandeln konnte, und die Hinrichtung des Hoffaktors Joseph Süß Oppenheimer, der Opfer eines Justizmordes wurde.
Ab 1845 fanden in Stuttgart keine öffentlichen Hinrichtungen mehr statt. In der Zeit des Nationalsozialismus befand sich eine der größten zentralen, nichtöffentlichen Hinrichtungsstätten des Dritten Reiches im Stuttgarter Justizgebäude, siehe Landgericht Stuttgart, Mahnmal.

## Richtstätten
Die Richtstätten in Stuttgart sind nur lückenhaft und teilweise widersprüchlich dokumentiert. Die hauptsächlichen Quellen sind zwei kommentierte Bildbände des Stuttgarter Heimatforschers Gustav Wais, das Flurnamenbuch von Helmut Dölker  und die mehrbändigen Werke zur Stuttgarter Stadtgeschichte von Karl Pfaff und Paul Sauer.
Das älteste Stuttgarter Hochgericht auf dem Schellberg war mindestens bis um 1447 in Betrieb, nach Karl Pfaff auch wieder ab 1811. Um 1447 wurde ein Galgen auf der Wolframshalde errichtet, 1597 zusätzlich ein eiserner Hochgalgen.
1788 wurden die Galgen auf der Wolframshalde abgeräumt. Seit 1581 gab es auf dem heutigen Wilhelmsplatz eine als Hauptstatt bezeichnete Enthauptungsstätte. 1811 wurden die Galgen auf der Wolframshalde und die Hauptstatt aufgegeben. Öffentliche Hinrichtungen fanden nun an wechselnden Orten statt, unter anderem auf der Feuerbacher Heide in Stuttgart-Nord, wo 1845 die letzte öffentliche Hinrichtung, die Enthauptung von Christiane Ruthardt stattfand.

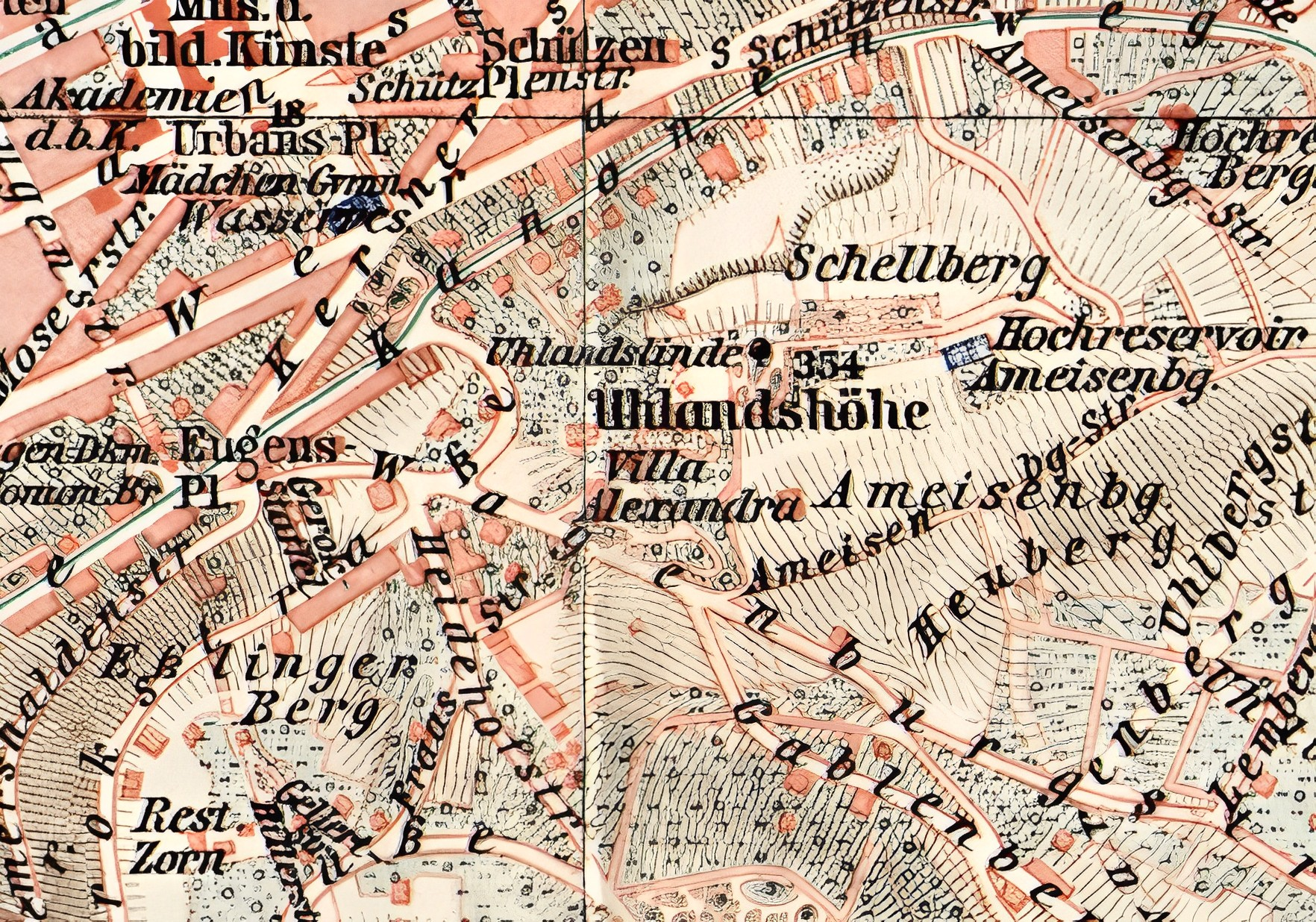
Stadtplanausschnitt mit dem Schellberg, Karte von 1909

### Schellberg
Ungefährer ehemaliger Standort: 
Das älteste Stuttgarter Hochgericht wurde erstmals 1382 erwähnt. Es stand auf dem Schellberg, einem Weinbaugebiet am Abhang des Ameisenbergs zwischen Uhlandshöhe und Haußmannstraße (früher Kanonenweg). Der genaue Standort der Galgen in dem heute vollständig überbauten Gelände ist nicht bekannt. Der Flurname Schellberg leitet sich wahrscheinlich von dem mittelhochdeutschen Wort Scheuel ab, das so viel wie Abscheu bedeutete.
Auf Grund der Klagen der Weingutsbesitzer über den „üblen und bösen Geschmack“, der sich von der Richtstätte in die Umgebung ausbreitete, wurde der Galgen auf die Wolframshalde versetzt, die erstmals 1447 als Galgenberg erwähnt wurde. Nach Karl Pfaff wurde der Galgen 1811 von der Wolframshalde wieder an seinen alten Platz am Schellberg verlegt, nach Paul Sauer fanden die Hinrichtungen ab 1811 an wechselnden Orten statt.

### Wolframshalde

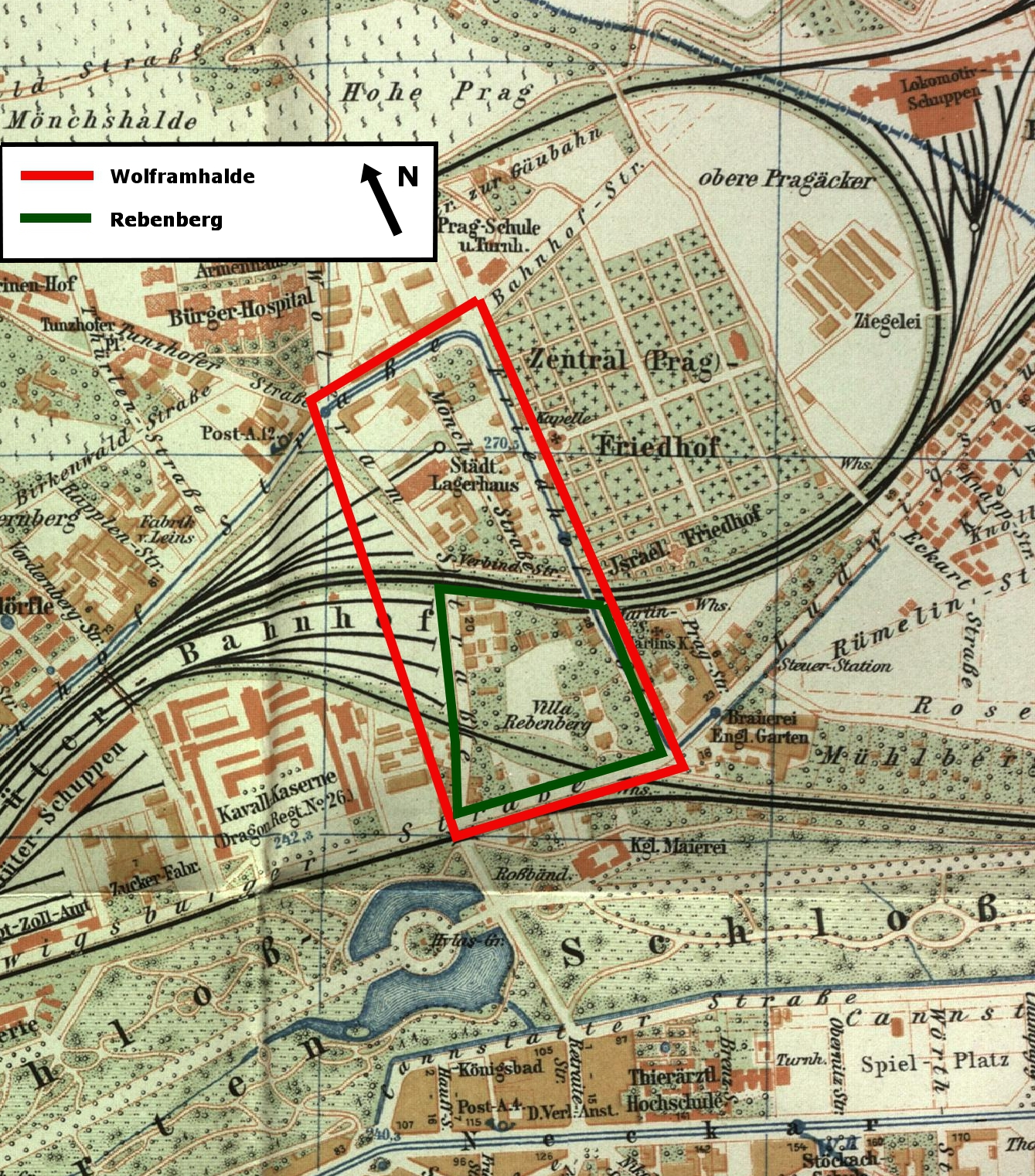
Stadtplanausschnitt mit Wolframshalde und Rebenberg, Karte von 1905

Ungefährer ehemaliger Standort: 
Spätestens seit 1447 stand außerhalb der Stadtmauer hinter dem Königstor auf der Wolframshalde ein Galgen, und zwar auf dem später Rebenberg genannten Flurstück südwestlich des Pragfriedhofs, etwa zwischen den beiden äußeren Conradi-Hochhäusern (Gebäude Friedhofstraße 25 und 11). Der Rebenberg stieß an die Ludwigsburger Straße (heute Nordbahnhofstraße), die in dieser Gegend auch Galgensteige genannt wurde.
Auf dem Galgenberg stand ein dreieckiger Galgen, an dem gleichzeitig drei Verurteilte aufgehängt werden konnten. Er war durch seine signifikante Silhouette weithin in der Stadt zu erkennen. 1597 wurde zusätzlich ein hoher eiserner Galgen für die Hinrichtung von Georg Honauer errichtet und zur Hinrichtung von Joseph Süß Oppenheimer 1738 wiederverwendet.
1788 wurden die Galgen auf der Wolframshalde abgebrochen, „um den Reisenden den schrecklichen Anblick derselben zu benehmen“. Nach Paul Sauer kam es offenbar nicht mehr zu einer Neuaufstellung, da die Hinrichtungen mit dem Strang selten geworden waren, so dass sich für sie eine eigene Richtstätte nicht mehr lohnte. Öffentliche Hinrichtungen fanden jedoch weiterhin an wechselnden Orten statt. Nach Karl Pfaff wurde der Galgen 1811 wieder an seinem alten Platz am Schellberg installiert.
1838 ließ Ernestine Elise Freiin von König auf dem Rebenberg die Villa Rebenberg errichten (Adresse: Ludwigsburger Straße 17F), die 1910 der Erweiterung des Hauptbahnhofs weichen musste.
Der Galgenberg auf der Wolframshalde wurde durch zwei spektakuläre Hinrichtungsfälle überregional berühmt, durch die Hinrichtung:
- des Goldmachers Georg Honauer 1597
- und des Hoffaktors Joseph Süß Oppenheimer 1738.

- &nbsp;

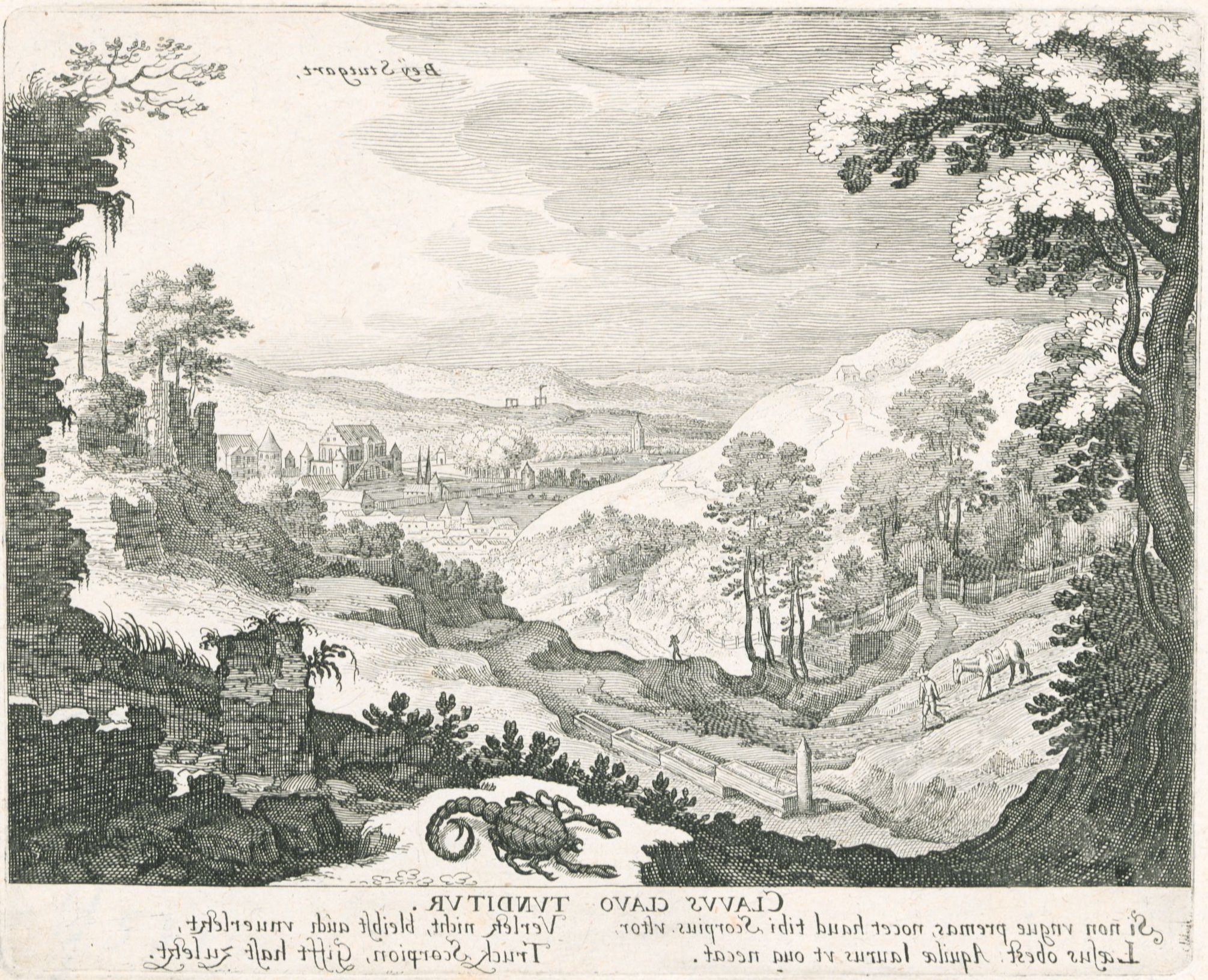
Blick vom Bopser zum Galgenberg mit dem Dreiecksgalgen und dem Hochgalgen (Bildmitte), 1624.
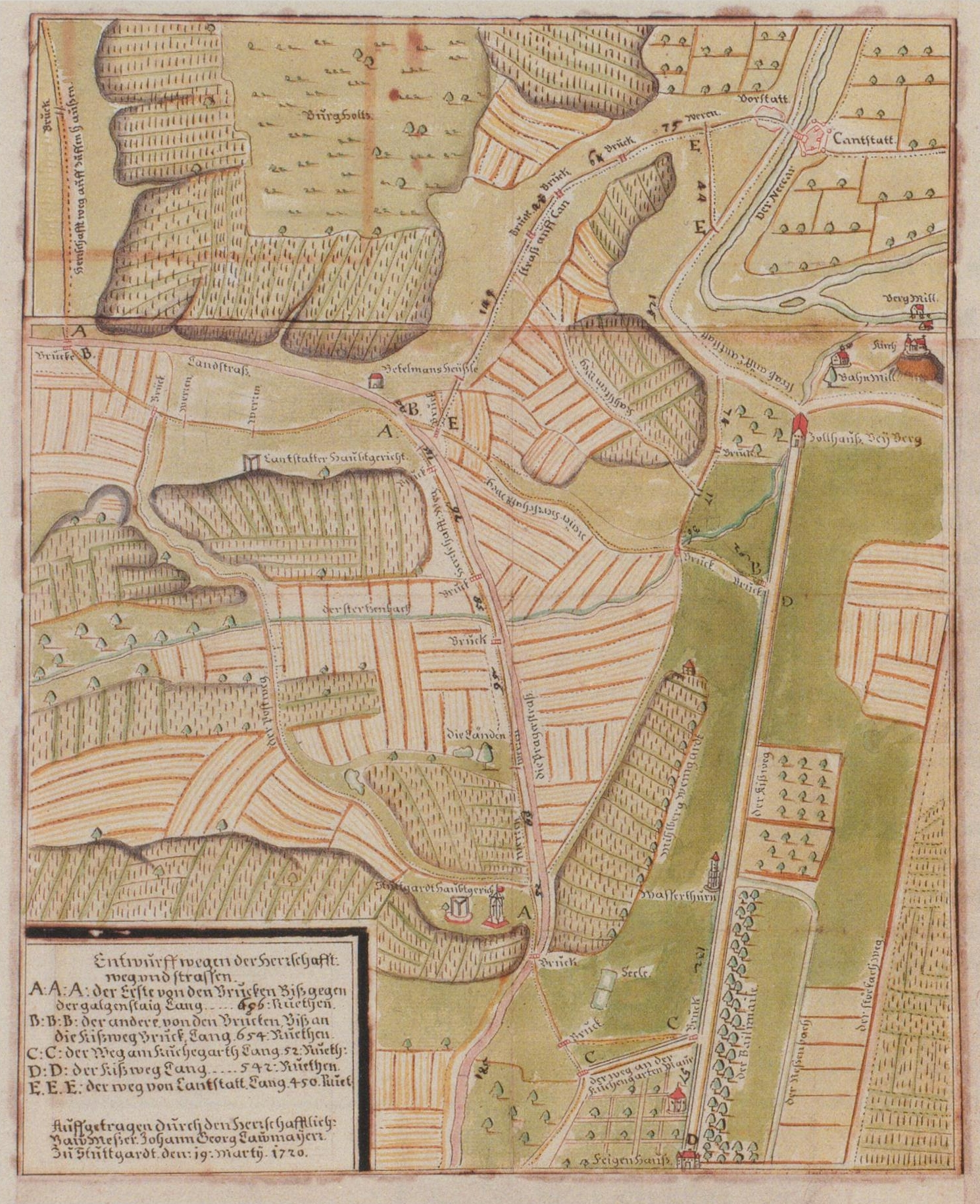
Karte mit dem „Stuttgardt Haubtgericht“ und dem „Cantstatter Haubtgericht“  auf der Feuerbacher Heide, 1720. → Bildkommentar.
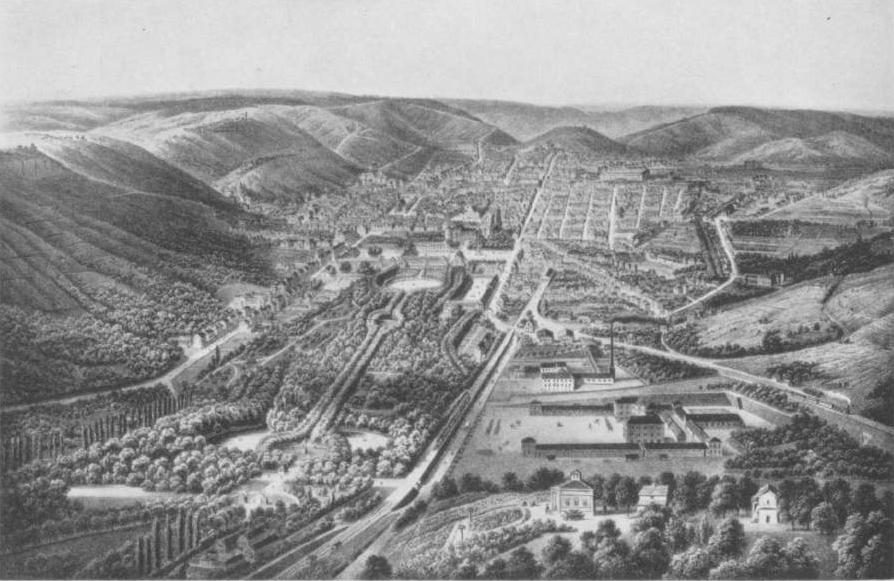
Blick vom Rebenberg auf Stuttgart. Am Bildrand unten rechts: die drei Gebäude der Villa Rebenberg, um 1860. → Bildkommentar.

### Hauptstatt
Ehemaliger Standort: 
Außerhalb der Stadtmauer vor dem Hauptstätter Tor lag auf dem heutigen Wilhelmsplatz ein schon 1451 erwähnter Richtplatz, auf dem Enthauptungen mit dem Schwert stattfanden. Sie wurden als eine „mildere“ Todesstrafe als das Aufhängen am Galgen angesehen. Insbesondere wurde diese Art der Todesstrafe über Frauen verhängt, da diese grundsätzlich nicht gehenkt wurden. Paul Sauer schildert in seinem Stuttgarter Geschichtswerk eindrücklich über ein Dutzend Schicksale von Delinquenten, die zur Todesstrafe durch Enthauptung verurteilt wurden.
Der Richtplatz wurde Hauptstatt genannt, daher der Name der Hauptstätter Straße, die am Wilhelmsplatz vorbeiführt. Die Richtstraße beim Wilhelmsplatz hieß bis 1811 Scharfrichtergäßlein. Sie ist eine kurze, schmale Gasse und erinnert an die Zeit, als der Henker hier in unmittelbarer Nähe seiner Arbeitsstätte am Wilhelmsplatz wohnte.
1581 wurde die Hauptstatt zur Erhöhung der Enthauptungsstätte mit einer kreisförmigen, halbmeterhohen Mauer umgeben und der Innenraum mit Erde aufgeschüttet. Nach ihrer runden Form wurde die Hauptstatt im Volksmund der Käs genannt. 1811 wurde der Käs abgebrochen, um den Reisenden den unangenehmen Anblick einer Hinrichtungsstätte zu ersparen.
Heute verwandelt sich der Wilhelmsplatz einmal in der Woche in einen Marktplatz, und am letzten Juliwochenende des Jahres wird das Henkersfest gefeiert, das geschäftstüchtige Gastronomen 1994 aus der Taufe hoben, jedoch nicht zur Erinnerung an die vielen traurigen Schicksale, die sich auf dem Platz erfüllt haben.
| - Stadtplan mit Hauptstatt (links unten), um 1750. - Beispiel einer runden Enthauptungsstätte (Hochgericht Hanau). | - Wilhelmsplatz mit Sigmundbrunnen, 2012. |

## Berühmte Hinrichtungen

### Georg Honauer

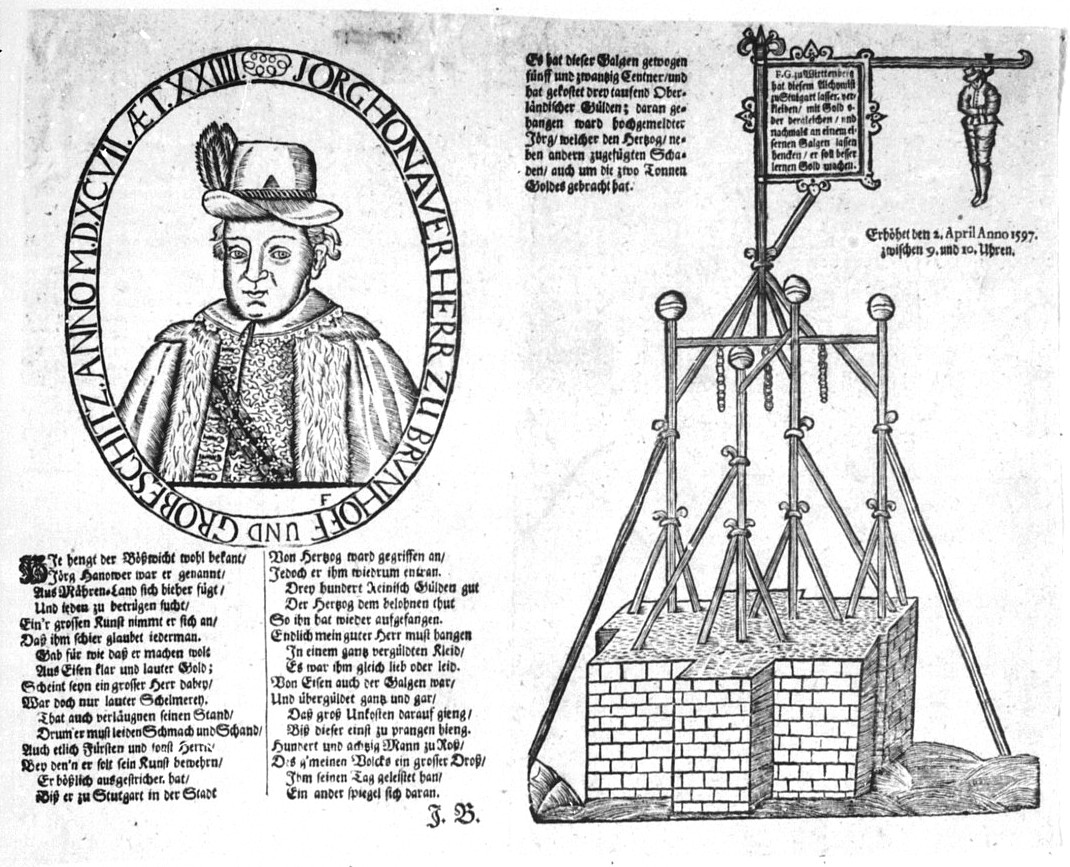
Flugblatt zur Hinrichtung von Georg Honauer, 1597

Der Alchemist und Goldschmied Georg Honauer (1572–1597) hatte sich unter betrügerischen Vorspiegelungen erboten, für den württembergischen Herzog Friedrich I. Eisen in Gold umzuwandeln. Als ihm der Beweis nicht gelang, ließ der Herzog den 24-Jährigen 1597 zum Tod durch Erhängen verurteilen. Eigens für diese Hinrichtung ließ er einen 12 Meter hohen Galgen mit einem Gerüst aus vergoldeten Eisenstangen errichten. Zur Verhöhnung des Delinquenten wurde dieser zudem mit einem goldflitterbesetzten Gewand zur Richtstätte geführt. Insgesamt ließ sich der Herzog das Spektakel 3000 Gulden kosten.
Die aufsehenerregende Hinrichtung war zur Abschreckung gedacht und wurde deshalb mit Flugblättern bekannt gemacht. Aber weder der Herzog noch die betrügerischen Goldmacher lernten etwas dazu: in der Folgezeit fiel der Herzog noch auf drei weitere Goldmacher herein, die er nach gewohnter Manier ebenfalls hinrichten ließ.

### Joseph Süß Oppenheimer
Der jüdische Finanzmakler und Bankier Joseph Süß Oppenheimer (1698–1738) wurde unter Herzog Karl Alexander zum Geheimen Finanzrat und als politischer Ratgeber berufen. Die erfolgreiche Sanierung des Staats, die unter Oppenheimers Ägide erfolgte, erregte bei vielen Landesbeamten und Bürgern Neid, Hass und antijüdische Ressentiments. Nach dem Tod des Herzogs wurde der 40-jährige Oppenheimer 1738 in einem Geheimprozess zum Tod verurteilt.
Das Urteil wurde im Herrenhaus am Stuttgarter Marktplatz gesprochen, wo Oppenheimer in seiner Todeszelle im Hungerstreik verharrte. Er wurde gefesselt auf einen Schinderkarren gesetzt, den ein blindes Pferd auf dem über zwei Kilometer langen Weg durch die Stadt zum Galgenberg auf der Wolframshalde zog. Eine riesige Menge von Schaulustigen, darunter die Ehrbarkeit auf besonders angefertigten Tribünen, verfolgte berauscht die Zeremonie der Hinrichtung. Der eiserne Hochgalgen, den Herzog Friedrich I. eigens für Georg Honauer hatte anfertigen lassen, wurde für Oppenheimer wiederverwendet. Oppenheimer wurde jedoch nicht gehenkt, sondern von Henkersknechten die 49 Stufen zum Galgen hinaufgeschoben und mit einem Strick erwürgt. Sein Leichnam wurde in einen eisernen Käfig gehoben, in dem er sechs Jahre ausgestellt blieb. Nach dem Regierungsantritt von Herzog Carl Eugen 1744 wurde der Leichnam aus dem Käfig entfernt und verscharrt.
Ein makabres Detail: Die Stäbe des eisernen Käfigs wurden angeblich 1837 beim Bau der Villa Taubenheim an der Oberen Weinsteige 8 zur Herstellung des Balkongitters (oder der Dachterrassengitter?) wiederverwendet. Bei der Renovierung des Gebäudes 2010–2011 wurde das Balkongitter durch ein Glasgeländer ersetzt, das Dachterrassengitter blieb erhalten.

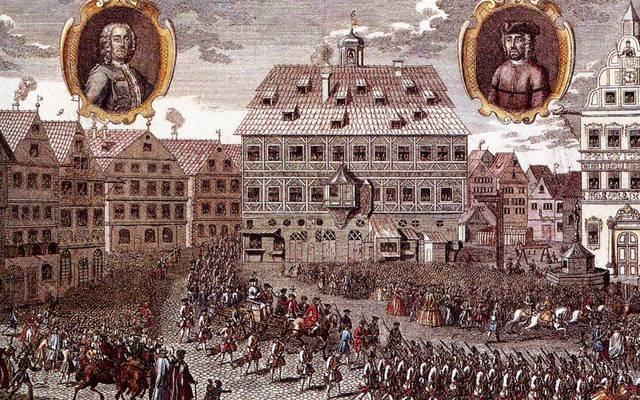
Herrenhaus am Stuttgarter Marktplatz, Abtransport von Joseph Süß Oppenheimer.
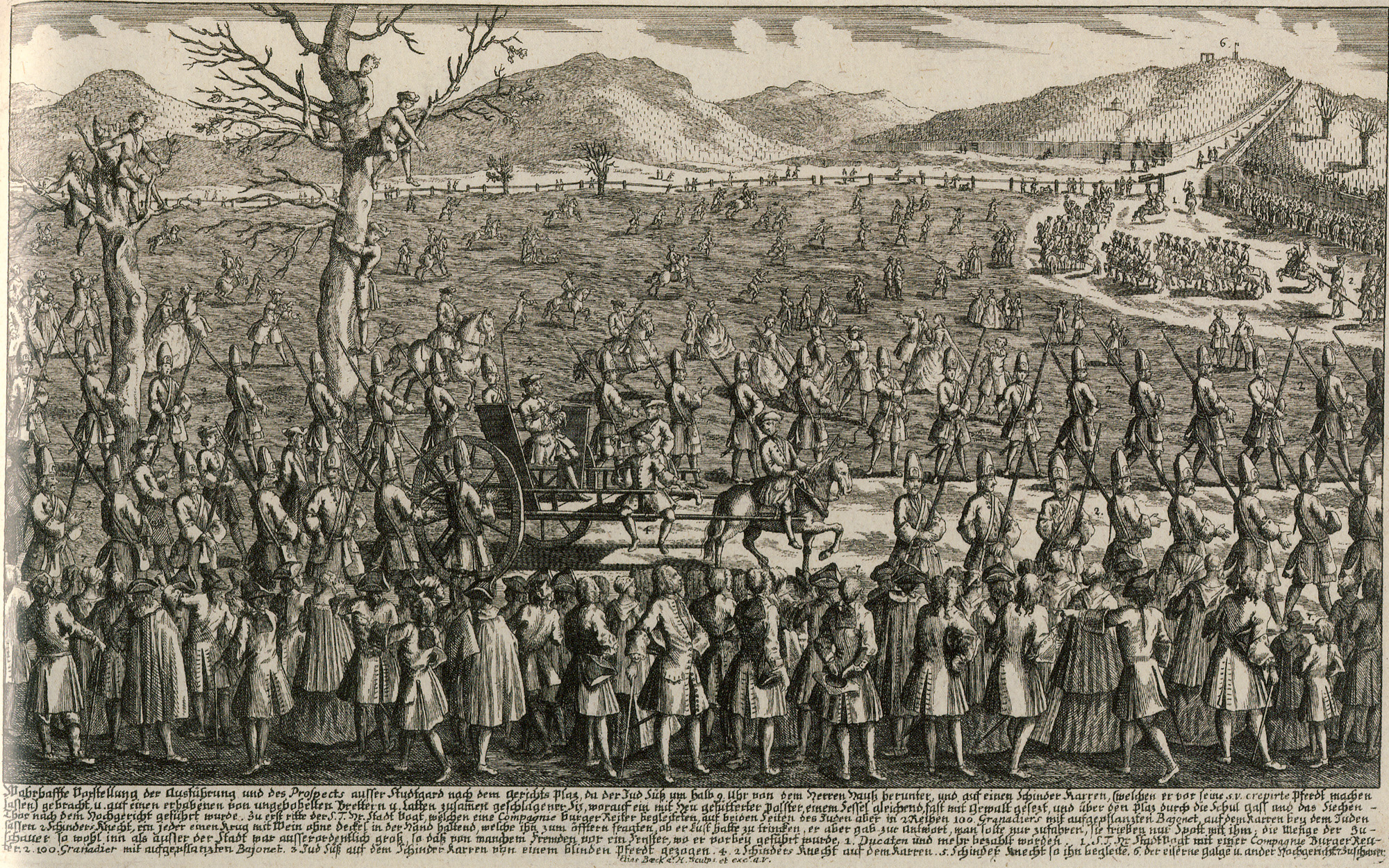
Prozession zum Galgenberg.

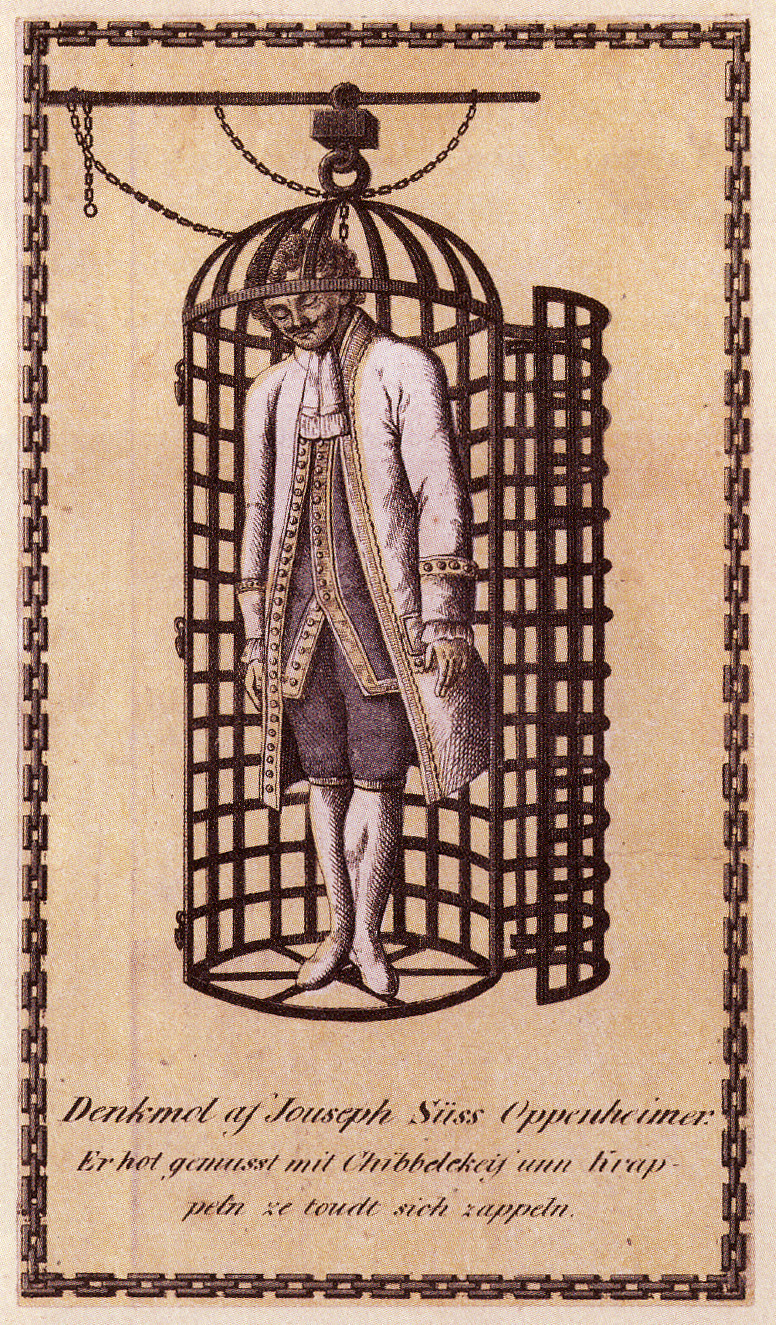
Spottflugblatt, angeblich von 1738, wohl aber von 1833
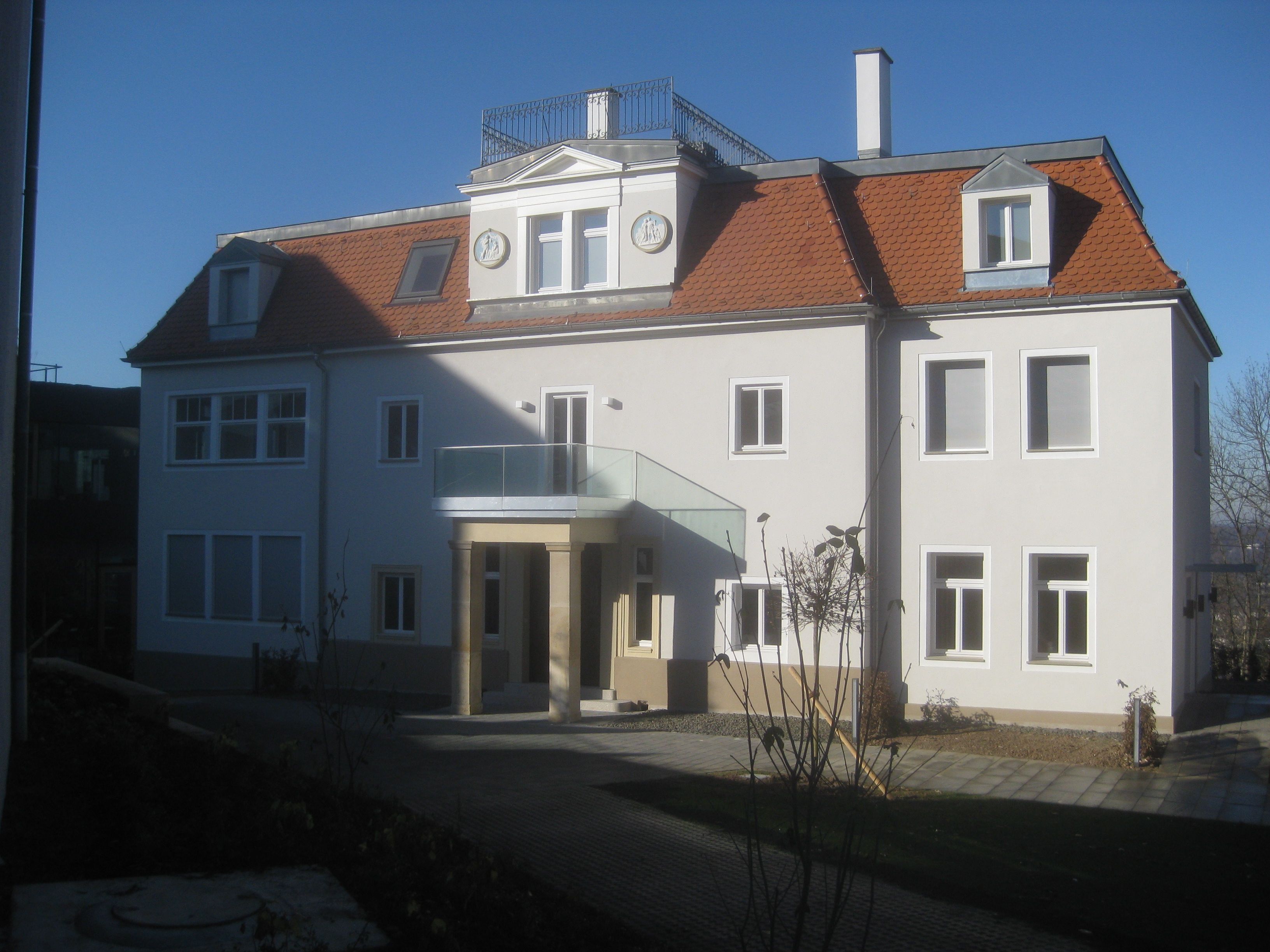
Villa Taubenheim, 2011